# Wim De Vocht
Wim De Vocht es un ciclista profesional belga nacido en Arendonk el 29 de marzo de 1982. Es profesional desde 2003 cuando debutó con el Quick Step-Davitamon-Latexco. Durante su carrera deportiva ha pasado por 6 equipos y desde 2011 corre para el Veranda´s Willems.
Es hermano de la también ciclista profesional Liesbet De Vocht.
En 2003 se impuso en la prueba por entonces amateur del Tour de Flandes sub-23.

## Palmarés
No ha conseguido ninguna victoria como profesional.

## Equipos
- Quick Step-Davitamon-Latexco (2003)
- Relax-Bodysol (2004)
- Lotto (2005-2008)
  - Davitamon-Lotto (2005-2006)
  - Predictor-Lotto (2007)
  - Silence-Lotto (2008)
- Vacansoleil Pro Cycling Team (2009)
- Team Milram (2010)
- Veranda´s Willems (2011-2012)
  - Veranda´s Willems-Accent (2011)
  - Accent Jobs-Willems Veranda´s (2012)